# Muhammad al-Kabandschi

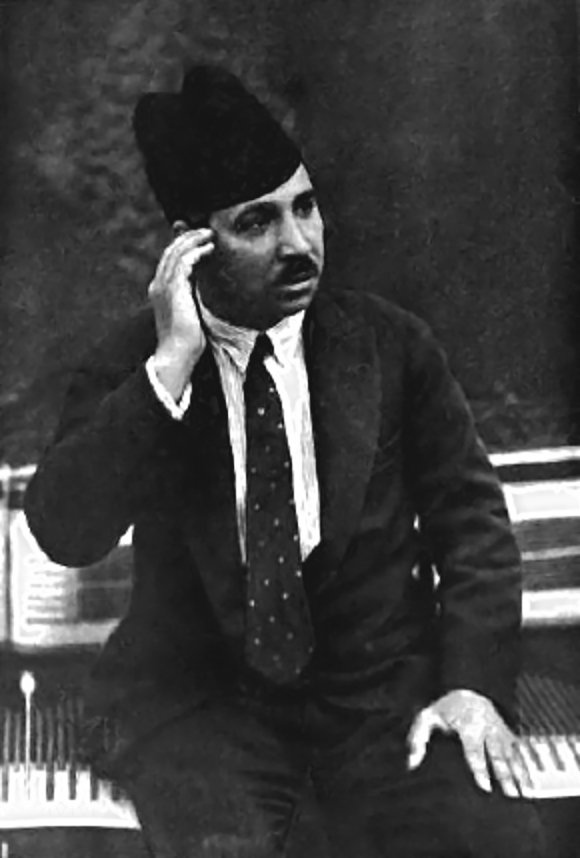
Muhammad Al-Qubanchi 1932

Muhammad al-Kabandschi (arabisch محمد الكبنجي, DMG Muḥammad al-Kabanǧī), mit vollem Namen Muhammad Abdul Razzaq Abdul Fattah al-Kabandschi, in französischer Transkription Mohammed Elqabbandji, in englischer Mohammed Al-Gubbenchi (* 1901 in Bagdad; † 1989), war ein irakischer Sänger.

## Leben
Unter der Anleitung von Qaddori Al Isha, Sayyid Weli Hussein, UsTa Mahmoud Al-Khayyat und seinem Vater Abdul Razzaq lernte al-Kabandschi die Maqam zu singen, im Irak galt er später als einer der besten Sänger seiner Zeit und als Erneuerer der Form der Maqam. 1925 machte er erste Plattenaufnahmen, 1928 reiste er für weitere Aufnahmen nach Berlin. Er war Kopf der irakischen Delegation auf der ersten Konferenz für arabische Musik 1932 in Kairo, wo ihm die Auszeichnung als "Bester arabischer Sänger" verliehen wurde. Sein Vortrag dort wurde aufgenommen und 1991 beziehungsweise 1994 auf zwei CDs wiederveröffentlicht. al-Kabandschi war unter anderem der Lehrer von Yousif Omar. 2003 wurde eines seiner Stücke für den Soundtrack der Amnesty International-Dokumentation Healing the past, forging the future verwendet.

## Diskografie
- Le Maqam En Irak - Vol. 1 - Congres Du Caire 1932, Paris, 1991, Club du Disques Arabe
- Le Maqam En Irak - Vol. 2 - Congres Du Caire 1932, Paris, 1994, Club du Disques Arabe

## Weiterführende Literatur
- Thamir Abdul Hasan Al-Amiri, "Mohammed Al-Gubbenchi"